# Santa Cruz Monjas
Santa Cruz Monjas är en ort i Mexiko.   Den ligger i kommunen Miahuatlán de Porfirio Díaz och delstaten Oaxaca, i den sydöstra delen av landet, 400 km sydost om huvudstaden Mexico City. Santa Cruz Monjas ligger 1 484 meter över havet och antalet invånare är 263.
Terrängen runt Santa Cruz Monjas är kuperad åt nordost, men åt sydväst är den platt. Runt Santa Cruz Monjas är det ganska tätbefolkat, med 70 invånare per kvadratkilometer. Närmaste större samhälle är Miahuatlán de Porfirio Díaz, 12,9 km söder om Santa Cruz Monjas. Omgivningarna runt Santa Cruz Monjas är en mosaik av jordbruksmark och naturlig växtlighet.